# Flagelo arqueano

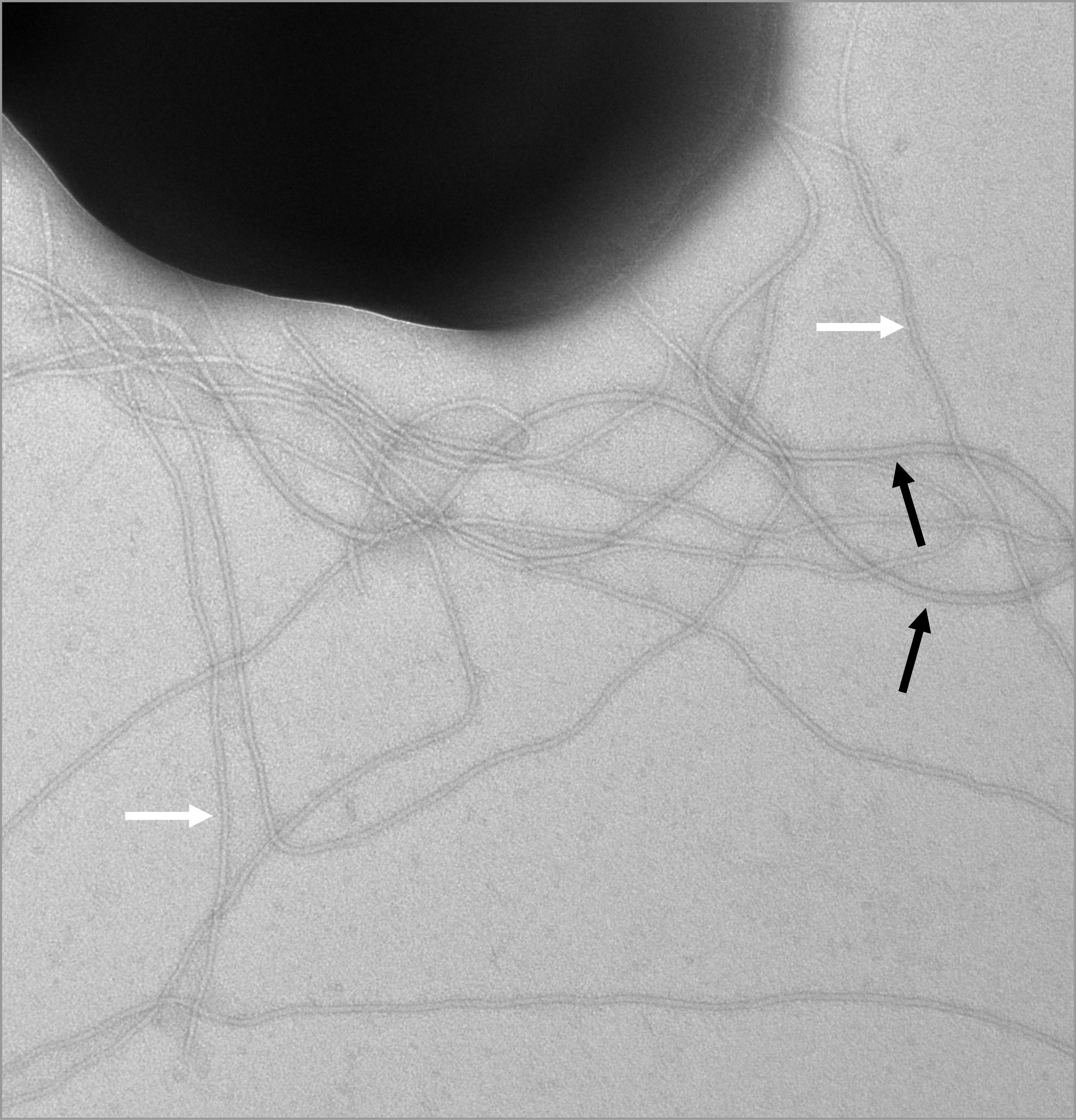
Flagelos de la arquea Sulfolobus

El flagelo de las arqueas o arquelo (archaellum) es superficialmente similar al bacteriano pero no es homólogo. Ambos flagelos consisten en filamentos que se extienden fuera de la célula y rotan para impulsar al microorganismo. En la década de 1980 se pensaba que eran homólogos; sin embargo, nuevos descubrimientos en la década de 1990 pusieron de manifiesto numerosas diferencias de detalle entre los flagelos bacterianos y arqueanos. 
Los análisis bioquímicos, genéticos y estructurales de estos apéndices arqueales, en varios organismos modelo han demostrado la estructura particular de la motilidad de las arqueas.

## Estructura
La ausencia de una luz en el interior de los flagelos arqueales, eliminó la  posibilidad potencial de crecimiento distal de estos flagelos. El examen microscópico electrónico de flagelos de arqueas purificados, reveló una "perilla" en el extremo proximal de la célula, pero no se observó una estructura de anillo distinta en flagelos de Gram negativos y Gram positivos.

Con el advenimiento de la era genómica, se examinaron muchos genomas de arqueas secuenciados y no se identificaron genes que codifican proteínas involucradas en la estructura de los flagelos bacterianos (es decir, varilla, gancho, anillos)
Entre las diferencias ellas se destacan:
- Los flagelos arqueanos son con casi total seguridad impulsados por ATP, mientras los flagelos bacterianos son impulsados por un flujo de iones H+ (u ocasionalmente Na+). El motor que produce la rotación del flagelo todavía no ha sido identificado.

- El flagelo arqueano se compone de un conjunto de filamentos que giran como uno sólo, mientras que las células bacterianas suelen tener muchos filamentos flagelares, cada uno de los cuales gira independiente.

- Los flagelos de las arqueas crecen por la incorporación de subunidades a la base, mientras los flagelos bacterianos crecen por la incorporación de subunidades de flagelina en la punta.

- Los flagelos bacterianos son más gruesos que los arqueanos. Además, en las bacterias, los filamentos son tubos con un hueco lo suficientemente grande para que la subunidades de flagelina puedan fluir por el interior del filamento y depositarse en la punta; los flagelos de las arqueas son demasiado delgados para permitir esto.

- Muchos de los componentes de los flagelos bacterianos comparten secuencias similares a los del sistema de secreción de tipo III, pero los componentes de los flagelos de bacterias y arqueas no comparten similitud de secuencia. En lugar de ello, algunos componentes de los flagelos arqueanos comparten secuencia y similitud morfológica con componentes de los pili de tipo IV,[2] que son ensamblados a través de la acción de los sistemas de secreción de tipo II (la nomenclatura de los pili y de los sistemas de secreción de proteínas no son coherentes).

Estas diferencias implican que los flagelos bacterianos y arqueanos son un caso clásico de evolución convergente, es decir son orgánulos análogos y no homólogos. Sin embargo, en comparación con las décadas de estudio del flagelo bacteriano, los flagelos arqueanos sólo recientemente han comenzado a recibir atención científica seria. Por lo tanto, en muchas publicaciones se asume erróneamente que ambos flagelos son homólogos.